# Norberg-Karbennings församling
Norberg-Karbennings församling är en församling som utgör ett eget pastorat i Norra Västmanlands kontrakt i Västerås stift i Svenska kyrkan. Församlingen omfattar hela Norbergs kommun i Västmanlands län.

## Administrativ historik
Församlingen bildades 2010 genom sammanslagning av Norbergs församling och Karbennings församling.

## Kyrkobyggnader
- Norbergs kyrka
- Karbennings kyrka

På Östra kykogården finns Östra kyrkogårdens gravkapell. Kapellet är ritat av Ferdinand Boberg och invigdes 1904.